# Grzechy rodziny Ichinose
Grzechy rodziny Ichinose (jap. 一ノ瀬家の大罪 Ichinose-ke no taizai) – manga autorstwa Taizan 5, publikowana na łamach magazynu „Shūkan Shōnen Jump” wydawnictwa Shūeisha od listopada 2022 do listopada 2023. Całość została zebrana w 6 tomach.

## Fabuła
Historia skupia się na tytułowej rodzinie Ichinose – Tsubasie, jego siostrze Shiori, ich rodzicach Kakeru i Minako oraz dziadkach Kozo i Sachie. Cała szóstka budzi się w szpitalu po wypadku samochodowym i wszyscy cierpią na amnezję, przez co nie są w stanie przypomnieć sobie swojego życia sprzed wypadku. Tsubasa i jego rodzina postanawiają po prostu wrócić do domu w nadziei, że tam dowiedzą się więcej o swojej przeszłości, ale okazuje się, że ich sytuacja rodzinna jest bardziej skomplikowana, niż się spodziewali.

## Publikacja serii
Manga była publikowana w magazynie „Shūkan Shōnen Jump” od 14 listopada 2022 do 6 listopada 2023. Wydawnictwo Shūeisha zebrało jej rozdziały w 6 tankōbonach, które ukazywały się między 3 marca 2023 a 4 marca 2024.
W Polsce licencję na dystrybucję serii nabyło wydawnictwo Waneko.
| Nr | Język japoński      | Język japoński         | Język polski     | Język polski           |
| Nr | Data wydania        | ISBN                   | Data wydania     | ISBN                   |
| -- | ------------------- | ---------------------- | ---------------- | ---------------------- |
| 1  | 3 marca 2023        | ISBN 978-4-08-883437-5 | 10 stycznia 2025 | ISBN 978-83-8242-991-6 |
| 2  | 2 czerwca 2023      | ISBN 978-4-08-883493-1 | 11 marca 2025    | ISBN 978-83-8242-992-3 |
| 3  | 4 sierpnia 2023     | ISBN 978-4-08-883588-4 | 9 maja 2025      | ISBN 978-83-8242-993-0 |
| 4  | 4 października 2023 | ISBN 978-4-08-883660-7 | 10 lipca 2025    | ISBN 978-83-8242-994-7 |
| 5  | 4 grudnia 2023      | ISBN 978-4-08-883789-5 | —                |                        |
| 6  | 4 marca 2024        | ISBN 978-4-08-883847-2 | —                |                        |

## Odbiór
W 2023 roku seria zajęła trzecie miejsce w konkursie Next Manga Award w kategorii najlepsza manga drukowana.